# Fakulta regionálního rozvoje a mezinárodních studií Mendelovy univerzity v Brně
Fakulta regionálního rozvoje a mezinárodních studií (FRRMS) Mendelovy univerzity v Brně je fakulta zaměřená na aspekty regionálního rozvoje v národním i mezinárodním kontextu. Založena byla v roce 2008. Budova FRRMS se nachází na třídě Generála Píky, tedy mimo společný areál univerzity v Zemědělské ulici.

## Popis
Fakulta vznikla jako odpověď na rostoucí poptávku po odbornících, kteří by uměli propojit ekonomický vývoj regionů se souvislostmi se zemědělstvím, lesnictvím, navazujícím zpracovatelským průmyslem a dalšími sociálními aspekty, které vývoj regionů ovlivňují.
V akademickém roce 2008/2009 tak byla zahájena výuka čtyř bakalářských studijních programů: Regionální rozvoj (v češtině), Regional Development (v angličtině), Mezinárodní teritoriální studia a International Territorial Studies. V akademickém roce 2011/2012 bylo plynule otevřeno i studium navazujících magisterských programů.
V prosinci 2020 byly na fakultě vyučovány studijní programy: Regionální rozvoj a Mezinárodní teritoriální studia. Studium je možné též v anglickém jazyce.
Fakulta nabízí též doktorský studijní program Rozvoj venkovských regionů.
Obsahem výuky je interdisciplinární studium ekonomických, hospodářsko-politických, environmentálních a sociálních souvislostí rozvoje regionů jak v národním, tak i mezinárodním kontextu.
V prosinci 2020 tvořilo fakultu šest ústavů.
První děkankou fakulty se stala Iva Živělová, dalším děkanem byl zvolen Libor Grega a od roku 2016 je děkanem Jiří Schneider. Pro období 15.12.2024 - 14.12.2028 je akademickým senátem zvolen děkanem Ondřej Konečný.

## Studijní programy

### Bakalářské studium
- Regionální rozvoj
- Mezinárodní teritoriální studia
- International Territorial Studies

### Magisterské studium
- Regionální rozvoj
- Mezinárodní teritoriální studia
- International Territorial Studies

### Doktorské studium
- Rozvoj venkovských regionů

## Organizační struktura - ústavy fakulty
- Ústav regionální a podnikové ekonomiky
- Ústav sociálních studií
- Ústav teritoriálních studií
- Ústav environmentalistiky a přírodních zdrojů
- Ústav regionálního rozvoje
- Ústav jazykových a kulturních studií